# Ernie Grunfeld
Ernest Grunfeld, detto Ernie (Satu Mare, 24 aprile 1955), è un ex cestista, allenatore di pallacanestro e dirigente sportivo rumeno naturalizzato statunitense, professionista nella NBA.

## Carriera
È stato selezionato dai Milwaukee Bucks al primo giro del Draft NBA 1977 (11ª scelta assoluta).

## Palmarès

### Giocatore
- NCAA AP All-America Second Team (1977)